# 斑鰭叫姑魚
斑鰭叫姑魚為輻鰭魚綱鱸形目鱸亞目石首魚科的其中一種，分布西印度洋區的巴基斯坦及印度西北部海域，棲息深度可達30公尺，體長可達30公分，棲息在泥底質海域，可做為食用魚。